# Machhad
Mechhed
Machhad, parfois transcrit Mashhad, Mechhed ou Méched (en persan : مشهد, Mašhad, [mæʃˈhæd] ), est une ville du Nord-Est de l'Iran, capitale de la province du Khorassan-e Razavi, située à plus de 900 km à l'est de Téhéran. Elle est le cœur de la troisième agglomération du pays par le nombre d'habitants et une des plus importantes villes saintes du chiisme. Elle attire entre 20 et 30 millions de pèlerins chaque année. Elle est surnommée la ville aux mille visages.
Le nom de la ville signifie « lieu de martyre », faisant référence à la mort par empoisonnement en 818 du huitième imam des chiites duodécimains, l'imam `Alî ar-Ridâ, par le calife abbasside Al-Ma'mûn. C'est cet empoisonnement, deuxième grande perte des musulmans chiites après le « massacre » de Karbala (680), qui a conféré à Machhad son rôle de ville religieuse et de lieu de pèlerinage pour tous les chiites duodécimains.
Mashhad est peuplé d'une majorité de Perses et de minorités de Kurdes et de Turkmènes,.

## Histoire
Machhad est connue pour avoir pris de l'importance en tant que centre religieux au IXe siècle, alors que ce n'était encore qu'un village, dénommé Sanabad, à 24 km de Tus, qui abritait un palais d'été du gouverneur du Khorasan, Hamid Ibn Qhatabi. En 809, le calife abbasside Haroun ar-Rachid, qui tentait de mettre fin à une révolte en Transoxiane, meurt et est enterré sous le palais de Hamid Ibn Qhatabi. En 818, le huitième imam chiite, Ali ar-Rida, meurt en martyr et est enterré près de la tombe du calife, faisant du village un lieu de pèlerinage et un centre économique. En 993, le mausolée de la tombe de l'imam est détruit par le sultan ghaznévide Subuktigîn, mais reconstruit par son fils Mahmûd de Ghaznî, gouverneur du Khorasan.
Au XIIIe siècle, Machhad est relativement épargné par les raids mongols, qui dévastent de nombreuses villes du Khorasan, bien qu'elle ait aussi été pillée. Sa population grandit, attirant les réfugiés des alentours. Le voyageur et juriste Ibn Battûta visite la ville en 1333, la décrivant comme un grand bourg resplendissant.
La ville devient ensuite l'un des grands centres politiques de la dynastie des Timourides, en particulier à partir du règne de Shah Rukh, le quatrième fils de Tamerlan. Elle atteint son apogée lors du règne des Safavides, qui dominent l'Iran à partir de 1501. Le chah safavide Abbas Ier le Grand reconstruit et réaménage la ville à la suite de sa destruction. Le chiisme devient alors religion d'État, et les souverains safavides encouragent alors le pèlerinage à Machhad.

Outre son importance religieuse, Machhad a également joué un rôle politique indéniable. Elle a connu son ère de gloire sous Nâdir Shâh, qui dirigea la Perse de 1736 à 1747 et en fit sa capitale. De la fin du XVIIIe siècle au début du XXe siècle, la ville continua à être l'objet de l'attention du pouvoir politique, mais demeura la cible de quelques raids turcs, ouzbeks ou afghans.

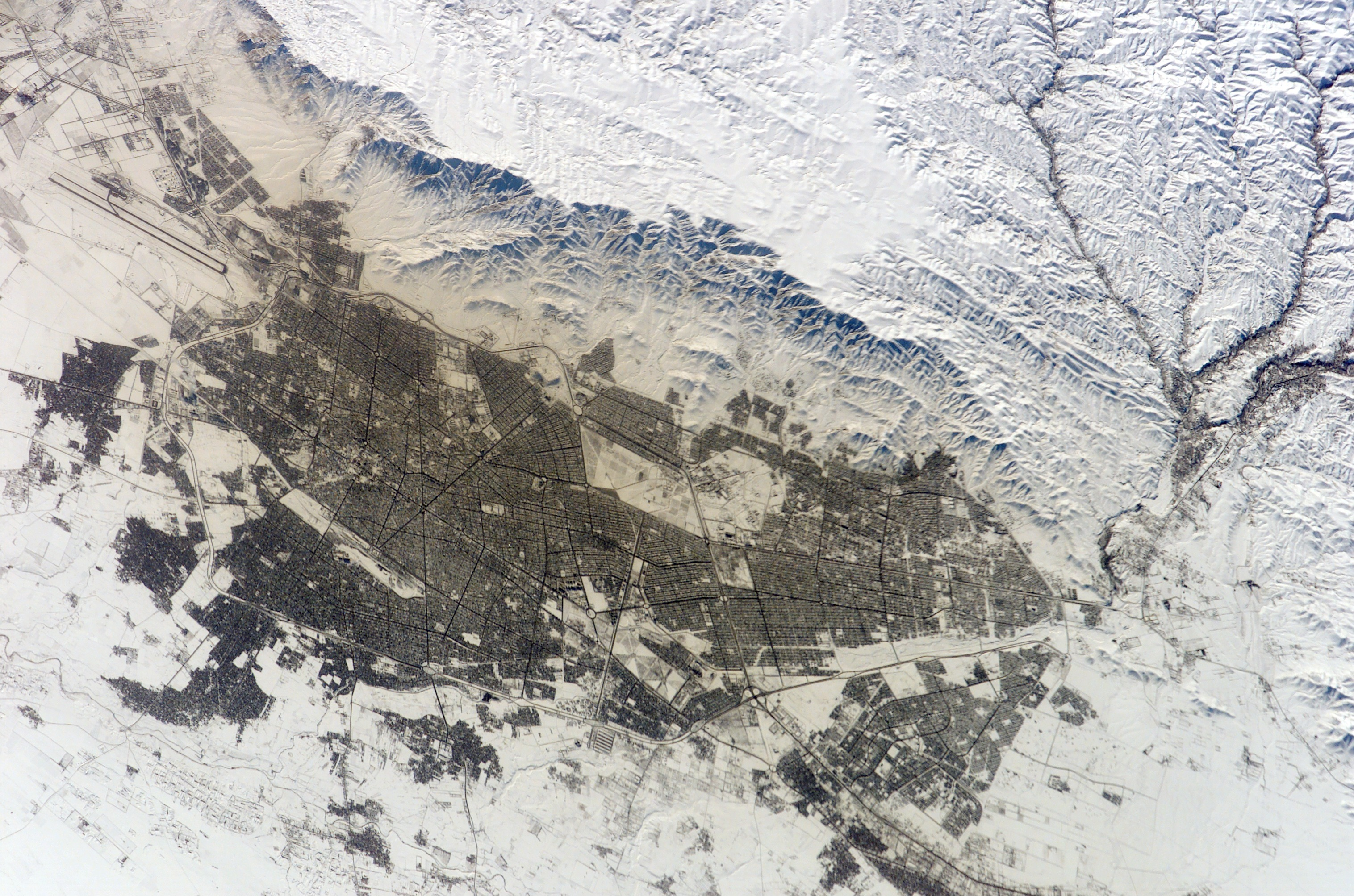
Vue aérienne de Machhad en Iran où eut lieu l'Allahdad.

Bien que principalement musulmane, Machhad a connu diverses minorités religieuses dont celle de plus de 400 Juifs de la ville, qui durent se convertir de force à l'Islam en 1839 lors des événements sanglants d'Allahdad. Bien que reconnus comme « nouveaux musulmans » (Jadid al-Islam), ils conservèrent en secret, à l'instar des marranes, leurs identité et traditions juives, de crainte d'être plus persécutés encore ; c'est ce qu'on appelle le crypto-judaïsme,. À l'heure actuelle, il n'y a plus de Juif à Machhad.
En 1912, le tombeau de l'Imam Reza fut bombardé par l'armée russe.
Le 1er septembre 2006, un Tupolev Tu-154 de la compagnie Iran Air Tours s'est écrasé à l'atterrissage à Machhad, causant la mort de 29 personnes.
Aujourd'hui, entre 20 et 30 millions de personnes font le pèlerinage, chaque année, à Machhad,,,.

## Économie
- Fabrication de tapis.
- Industries textile, chimique, pharmaceutique, alimentaire.

Machhad abrite le sanctuaire où fut enterré, au début du IXe siècle, l'Imam Reza, le huitième Imam des chiites. C'est un des principaux lieux saints de l'islam chiite. Le tombeau du calife Harun al-Rachid se trouve également dans le sanctuaire. On peut voir, non loin, les ruines de l'ancienne ville de Tus.
La ville abrite l'université Ferdowsi de Machhad (UFM).
Machhad possède un aéroport, l'aéroport international Shahid Hashemi Nejad (code AITA : MHD).

## Lieux et monuments
- Mausolée de l'imam Reza.

## Personnalités liées à la ville
- Al-Ghazâlî (1059-1111) philosophe, auteur de L'Intention des philosophes, puis de L'Incohérence des philosophes, y a sa sépulture.
- Mohammad Taghi Bahar (1886-1951), grand poète et homme de lettres, y est né.
- Ayatollah Ali Khamenei (1939-), guide suprême de la Révolution islamique, y est né.
- Mohammad Reza Shadjarian (1940-2020), chanteur classique, y est né.
- Reyhaneh Sariri (1953-), scientifique iranienne, y est née.
- Hossein Nuri (1954-), peintre, metteur en scène et cinéaste, y est né.
- Hamid Motebassem (1958-), musicien de musique classique persane, y est né.
- Anousheh Ansari (1966-), première femme touriste de l'espace, y est née.
- Rafi Pitts (1967-), réalisateur, y est né.
- Reza Enayati (1976-), footballeur, y est né.
- Ehsan Jami (1985-), homme politique néerlandais, y est né.
- Reza Ghoochannejhad (1987-), footballeur, y est né.
- Mitra Hejazipour (1993-), joueuse d'échecs, y est née.
- Massoud Mossadeghpour (1997-), joueur d'échecs, y est né.
- Mohammad Ezodin Hosseini Zanjani (1921-2013), ayatollah iranien, y est décédé.
- Ali al-Sistani (1930-), ayatollah iranien, y est né.
- Ebrahim Raïssi (1960-2024), juge, juriste, homme politique et ayatollah.
- Mahmoud Chehabi (1903-1986), juriste, philosophe et écrivain, y a étudié.
- Badri Teymourtash (1911-1995), première femme dentiste en Iran y est née.

## Jumelages
- Kuala Lumpur (Malaisie) depuis le 3 octobre 2006[12]
- Karachi (Pakistan)[13]
- Lahore (Pakistan)[14]
- Ürümqi (Chine)
- Kerbala (Irak)[15]